# Bondurant (Iowa)
Bondurant es una ciudad situada en el condado de Polk, en el estado de Iowa, Estados Unidos. Según el censo de 2010 tenía una población de 3.860 habitantes.

## Geografía
Según la Oficina del Censo de los Estados Unidos, la localidad tiene un área total de 21,76 km², de los cuales 21,7 km² corresponden a tierra firme y el restante 0,06 km² a agua, que representa el 0,28% de la superficie total de la localidad.

## Demografía
Según el censo de 2010, había 3860 personas residiendo en la localidad. La densidad de población era de 177,39 hab./km². Había 1422 viviendas con una densidad media de 65,35 viviendas/km². El 96,45% de los habitantes eran blancos, el 0,57% afroamericanos, el 0,13% amerindios, el 0,8% asiáticos, el 0,03% isleños del Pacífico, el 0,44% de otras razas, y el 1,58% pertenecía a dos o más razas. El 1,71% de la población eran hispanos o latinos de cualquier raza.